# Curgy
Curgy és un municipi francès, situat al departament de Saona i Loira i a la regió de Borgonya - Franc Comtat. L'any 2007 tenia 1.122 habitants.

## Demografia

### Població
El 2007 la població de fet de Curgy era de 1.122 persones. Hi havia 442 famílies, de les quals 99 eren unipersonals (32 homes vivint sols i 67 dones vivint soles), 162 parelles sense fills, 169 parelles amb fills i 12 famílies monoparentals amb fills.
La població ha evolucionat segons el següent gràfic:
Habitants censats

### Habitatges
El 2007 hi havia 513 habitatges, 446 eren l'habitatge principal de la família, 51 eren segones residències i 16 estaven desocupats. 504 eren cases i 9 eren apartaments. Dels 446 habitatges principals, 394 estaven ocupats pels seus propietaris, 42 estaven llogats i ocupats pels llogaters i 10 estaven cedits a títol gratuït; 13 tenien dues cambres, 59 en tenien tres, 144 en tenien quatre i 230 en tenien cinc o més. 367 habitatges disposaven pel capbaix d'una plaça de pàrquing. A 149 habitatges hi havia un automòbil i a 266 n'hi havia dos o més.

### Piràmide de població
La piràmide de població per edats i sexe el 2009 era:
| Homes | Edats   | Dones |
| ----- | ------- | ----- |
| 0     | 95 o +  | 0     |
| 0     | 90 a 94 | 4     |
| 4     | 85 a 89 | 12    |
| 8     | 80 a 84 | 4     |
| 8     | 75 a 79 | 20    |
| 32    | 70 a 74 | 24    |
| 36    | 65 a 69 | 36    |
| 24    | 60 a 64 | 28    |
| 20    | 55 a 59 | 36    |
| 36    | 50 a 54 | 24    |
| 76    | 45 a 49 | 40    |
| 48    | 40 a 44 | 64    |
| 48    | 35 a 39 | 60    |
| 40    | 30 a 34 | 24    |
| 36    | 25 a 29 | 20    |
| 16    | 20 a 24 | 16    |
| 64    | 15 a 19 | 48    |
| 68    | 10 a 14 | 32    |
| 20    | 5 a 9   | 44    |
| 20    | 0 a 4   | 32    |

## Economia
El 2007 la població en edat de treballar era de 699 persones, 533 eren actives i 166 eren inactives. De les 533 persones actives 500 estaven ocupades (265 homes i 235 dones) i 33 estaven aturades (13 homes i 20 dones). De les 166 persones inactives 64 estaven jubilades, 63 estaven estudiant i 39 estaven classificades com a «altres inactius».

### Ingressos
El 2009 a Curgy hi havia 453 unitats fiscals que integraven 1.160,5 persones, la mediana anual d'ingressos fiscals per persona era de 18.541 €.

### Activitats econòmiques
Dels 22 establiments que hi havia el 2007, 3 eren d'empreses extractives, 1 d'una empresa alimentària, 8 d'empreses de construcció, 1 d'una empresa de comerç i reparació d'automòbils, 1 d'una empresa d'hostatgeria i restauració, 2 d'empreses d'informació i comunicació, 1 d'una empresa immobiliària, 3 d'empreses de serveis i 2 d'empreses classificades com a «altres activitats de serveis».
Dels 9 establiments de servei als particulars que hi havia el 2009, 4 eren guixaires pintors, 2 fusteries, 1 electricista, 1 perruqueria i 1 restaurant.
Dels 2 establiments comercials que hi havia el 2009, 1 era una botiga de menys de 120 m² i 1 una botiga de mobles.
L'any 2000 a Curgy hi havia 34 explotacions agrícoles que ocupaven un total de 2.478 hectàrees.

## Equipaments sanitaris i escolars
El 2009 hi havia 1 escola maternal i 1 escola elemental.

## Poblacions properes
El següent diagrama mostra les poblacions més properes.